# 루프톱 콘서트
루프톱 콘서트(The Beatles' rooftop concert)는 영국의 록 밴드 비틀즈의 마지막 대중 공연이다. 1969년 1월 30일 비틀즈와 키보디스트 빌리 프레스턴은 런던의 사무 및 패션 중심지에 있는 밴드의 멀티미디어 기업 애플 코어의 사옥 건물 옥상에서 즉석 공연을 시작한다. 42분 가량의 세트를 짰지만 광역경찰청이 볼륨을 줄여달라고 요청하여 아홉 곡 중 다섯 곡만 제대로 들릴 수 있었다. 공연의 촬영 영상은 1970년 다큐멘터리 《렛 잇 비》에 쓰인다.

## 기획
비틀즈는 다큐멘터리 《렛 잇 비》의 끝 장면을 위해 카메라 앞에서 마지막으로 라이브 공연을 한 번 하기로 결정했다. 콘서트가 공표되지는 않았지만 비틀즈는 1월 초의 《Get Back》 세션에서 라이브 공연을 계획하고 있었다. 누가 루프톱 콘서트를 발안한 것인지는 알려져 있지 않지만, 이 기획은 곧바로 실행에 옮겨졌다. 조지 해리슨이 키보드 주자 빌리 프레스턴을 초청하여 추가 음악가로 기용했다. 외부 참가자가 있으면 밴드의 결집력 강화에 도움이 되리라고 간주했기 때문이다.
조지 해리슨은 "우리는 옥상으로 올라가 라이브 콘서트를 했죠. 다른 곳에서 하는 것보다 쉬었거든요"라고 말했다. 한편 폴 매카트니는 "그렇게 옥상에 올라가서 콘서트를 하자는 의견이 나왔어요. 덕분에 우리 모두 집으로 돌아갈 수 있었죠"라고 설명했다. 링고는 이렇게 회상한다. "어딘가에서 라이브 공연을 하지는 계획이 세워졌습니다. 우리는 어디에서 하게 될지 궁금했지요. '아, 팔라듐이나 사하라는 어떨까.' 하지만 그러기 위해서는 장비를 운송해야 했죠. 그래서 우리는 결정한 겁니다. '그럼 옥상으로 올라가자'"

## 공연

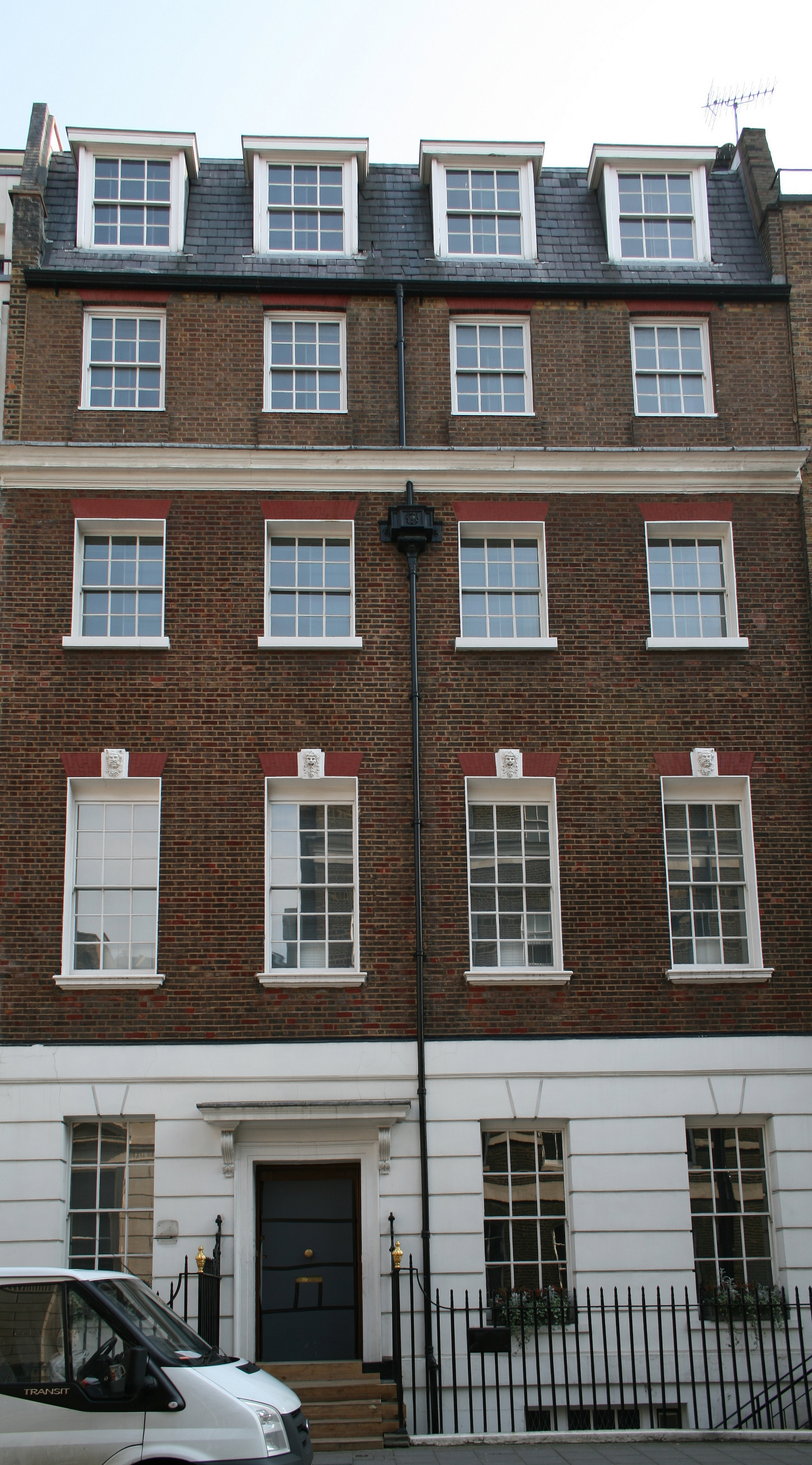
콘서트가 진행된 런던 사빌 로우 3번지

비틀즈는 1969년 1월 30일 목요일 점심 시간에 새빌 로우 3번지 애플 사옥 옥상에서 콘서트를 열었다. 그에 앞서 이들은 선별된 전문가, 녹음 기사들과 함께 악기, 녹음 장비, 영화 촬영을 위한 카메라를 한데 모았다. 장비 중 일부는 비틀즈와 키보드 주자 빌리 프레스턴이 연주 때 쓰기 위해서, 또 이들이 들려주는 연주를 녹음하기 위해서 애비 로드 스튜디오에서 빌려왔다. 공연의 음원은 엔지니어 앨런 파슨스가 가져온, 애플 본사에 있던 8 테이크 녹음기 두 개를 사용해 녹음했다. 영화 감독 마이클 린드세이호스는 카메라 팀원들에게 지시하여 다양한 구도의 공연을 촬영하도록 했다. 그 가운데에는 거리의 사람들의 반응도 포함되었다.
비틀즈가 공연을 시작하자 5층 아래의 관중들은 혼란스러워 했다. 대다수는 그 즈음 점심 시간을 가지고 있었다. 공연 소식이 전해지자 구경하는 무리들이 거리와 지역 건물의 옥상으로 하나둘 모이기 시작했다. 글린 존스를 따라 옥상에 따라 옥상에 올라왔던 파슨스는 "제 평생에 가장 멋지고 감동적인 날이었습니다. 비틀즈가 함께 공연하는 장면을 볼 수 있었다니 말이에요"라고 이 사건을 기억했다. 그들이 있던 옥상에는 청중 대신에 몇몇 친구들과 가족들이 있었다. 매카트니가 당시를 떠올렸다. "우리는 실상 누구 앞에서 연주를 한다기보다 하늘을 향해 연주했어요. 정말 끝내줬습니다.
콘서트에 많은 사람들이 긍정적인 반응을 보였지만, 런던 경찰국에서는 소음과 교통 문제에 대한 우려가 커지고 있었다. 그리고 소음이 계속되자 화가 난 회사원들이 불평했고, 경찰은 어떤 사람이 항의했다라고 말했다. 매카트니는 "불만사항이 한두 가지가 아니라서 순찰을 돌게 했습니다. 쿵쾅 울리는 엄청난 소음이 계속됐어요"라고 회상했다. 애플의 직원은 당초 경찰의 진입을 불허했으나, 체포하겠다 으름장을 놓자 결국 허가했다. 경찰이 옥상 위로 들이닥칠 것을 알았지만 비틀즈는 연주를 계속 감행했다. 매카트니는 〈Get Back〉의 가사를 당시 상황에 비추어 즉흥적으로 고쳐 불렀다. "또 옥상에서 놀고 있는 거니, 엄마는 이런 태도가 마음에 안 드는구나. 너희를 확 체포할 거야!(You've been playing on the roofs again, and you know your Momma doesn't like it, she's gonna have you arrested!)"
비틀즈는 공연을 극적으로 끝내길 바랬지만 경찰이 등장해 갑작스레 쇼를 끝내는 데 만족해야 했다. 매카트니는 말한다. "전기 플러그를 뽑았던 거 같아요. 그게 영화의 결말이었죠." 〈Get Back〉으로 콘서트가 끝나면서 레논은 마무리 멘트를 전한다. "그룹을 대표해 감사 말씀을 그리고 싶습니다. 우리가 오디션에 합격했기를 바랍니다.(I'd like to say thank you on behalf of the group and ourselves and I hope we've passed the audition)" 이날 녹음본 중 일부는 《렛 잇 비》 영화에 담겨 정식으로 공개됐다. 그러나 〈Get Back〉 버전은 옥상 콘서트 이틀 전 새빌 로우 지하 스튜디오에서 진행된 스튜디오 녹음에서 발췌하여 1969년 4월 11일 싱글로 발표한다.

## 유산
비틀즈의 루프톱 콘서트는 이들의 팬에게 한 시대의 종말로 평가되고 있다. 그들은 《Abbey Road》를 제작한 뒤 1969년 9일 비공식적으로 해체된다. 루프톱 콘서트에서, 〈Dig a Pony〉과 같은 곡에서 비틀즈는 다시 한번 최고의 모습을 보여주었다. 팬들은 루프톱 콘서트를 비틀즈가 라이브 공연과 투어에 대한 복귀를 시험해보기 위한 시도라고 믿었다.
더 러틀스의 영화 《올 유 니드 이즈 캐시》의 〈Get Up and Go〉 장면은 루프톱 콘서트에서 보이던 비슷한 카메라 앵글 등의 미믹을 사용했다. 2009년 1월, 트리뷰트 밴드 더 부를렉 비틀즈는 콘서트 40주년을 기념해 같은 장소에서 공연을 시도했지만 라이센스 문제로 웨스트민스터시 의회에서 허락을 내리지 않았다.
《심슨 가족》 시즌 5의 에피소드 〈Homer's Barbershop Quartet〉에서 호머, 아푸, 바니, 스키너 교장으로 구성된 더 비 샵스가 자신들의 히트곡을 옥상에 올라 연주한다. 이 에피소드에서 게스트로 출연한 조지 해리슨은 그들을 보며 "이미 했던 거잖아!"라고 외친다. 곡이 끝나고 크레디트가 시작되면서 호머는 존 레논의 오디션 발언을 따라하고 모두가 웃는다. 2007년 영화 《어크로스 더 유니버스》에서 극중 새디의 밴드는 뉴욕 시에서 루프톱 콘서트를 열지만 뉴욕 시 경찰에 의해 중단된다.

## 세트 리스트
비틀즈의 마지막 대중 공연의 세트 리스트는 다음과 같다.
1. Get Back—사운드 채크, 잼
2. Get Back—"리허설"
3. Get Back; I Want You*; Don't Let Me Down—잼
4. Get Back
5. Don't Let Me Down
6. I've Got a Feeling; Ooh! My Soul—장난 (리틀 리처드)
7. One After 909—잼
8. One After 909
9. Danny Boy—장난 (프레데릭 웨더리)
10. Dig a Pony—조율, 잼
11. Dig a Pony—잘못 시작; Dig a Pony
12. God Save the Queen —즉흑적인 잼 (토마스 아르네)
13. I've Got a Feeling; Rainy Day Women #12 & 35—가사 한 줄 "Everybody must get stoned"이 레논에 의해 두 번 불린다 (밥 딜런)
14. A Pretty Girl Is Like a Melody—장난 (어빙 벌린)
15. Get Back—잘못 시작
16. Don't Let Me Down
17. Get Back

*이 곡은 1968년 〈I Want You (She's So Heavy)〉라는 제목이 붙여진다.

## 참여 인원
- 존 레논 – 리드/백 보컬, 리드 기타, 리듬 기타
- 폴 매카트니 – 리드/백 보컬, 베이스 기타
- 조지 해리슨 – 백 보컬, 리드 기타, 리듬 기타
- 링고 스타 – 드럼
- 빌리 프레스턴 – 전자 피아노

## 참고 문헌
- 브라이언, 사우널 (2014). 《The Beatles in 100 Objects》 [비틀즈 100]. 아트북스. ISBN 978-89-6196-172-1. 2017년 4월 25일에 확인함.
- The Beatles (2000). 《The Beatles Anthology》 1판. Chronicle Books. ISBN 978-0-8118-3636-4.
- Everett, Walter (1999). 《The Beatles as Musicians: Revolver through the Anthology》. Oxford University Press. ISBN 978-0-19-512941-0.
- MacDonald, Ian (2005). 《Revolution in the Head: The Beatles' Records and the Sixties》 3 (2007)판. Chicago Review Press. ISBN 978-1-55652-733-3.
- Lewisohn, Mark (1992). 《The Complete Beatles Chronicle:The Definitive Day-By-Day Guide To the Beatles' Entire Career》 2010판. Chicago Review Press. ISBN 978-1-56976-534-0.
- Perone, James E (2005). 《Woodstock: An Encyclopedia of the Music and Art Fair – American history through music》. Greenwood Publishing Group. ISBN 978-0-313-33057-5.